# Anton Ewald
Anton Kim Ewald (Stoccolma, 7 agosto 1993) è un cantante e ballerino svedese.

## Carriera
Comincia come ballerino nella coreografia della canzone The Queen di Velvet, nella terza semifinale del Melodifestivalen 2009.
Nell'edizione del 2012 partecipa come ballerino e coreografo di Amazing, canzone di Danny Saucedo.
Nel 2013 partecipa al Melodifestivalen come cantante con la canzone Begging, scritta da Fredrik Kempe. Arriva in finale dove si piazza quarto.
Dopo il Melodifestivalen pubblica due singoli: Begginge Can't Hold Back.
Partecipa nuovamente nel 2014 con la canzone Natural, piazzandosi decimo in finale, e nel 2021 presentando il brano New religion con cui riesce di nuovo ad accedere alla finale, finendo undicesimo.